# Zugfunk

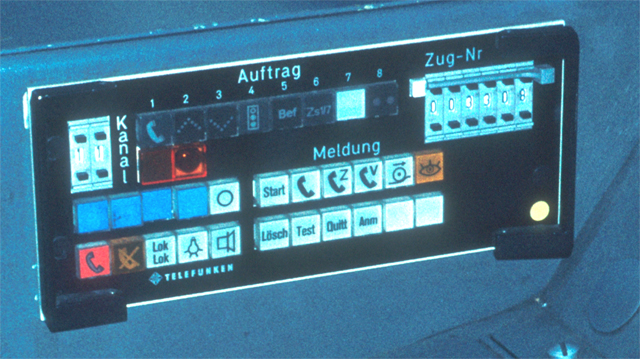
Bedienteil „Zugfunk 70“ in einer DB-Lokomotive

Als Zugfunk oder Bahnfunk wird die drahtlose Kommunikation per Funkwellen zwischen Schienenfahrzeugen und ortsfesten Kommunikationspunkten bezeichnet.
Während am Einsatzbeginn entsprechend dem Stand der Technik mit verschiedenen analogen Modulationsverfahren gearbeitet wurde, ist seit Beginn der 2000er Jahre eine durchgehende Digitalisierung zu verzeichnen. Seit dem Beginn der Einführung stand die Sprachkommunikation zwischen dem fahrenden Personal und der Leitstelle im Vordergrund. Bald wurden aber Elemente der Datenübertragung ergänzt, in dem kodierte Befehle übermittelt werden konnten. Für den Eisenbahnbetrieb waren gegen Ende der 2010er Jahre in Deutschland und weiteren europäischen Ländern die verschiedenen, inkompatiblen analogen Zugfunkarten durch den international genormten Standard GSM-R weitgehend ersetzt.
Als digitale Funktechniken kommen bei anderen Verkehrsträgern auch Terrestrial Trunked Radio (TETRA), Wireless Local Area Network (WLAN), Worldwide Interoperability for Microwave Access (WIMAX) und Long Term Evolution (LTE) zum Einsatz. Die Funktechniken werden zunehmend nur noch als Medium für IP-basierte Übertragungen verwendet.
Die Bezeichnung Zugbahnfunk wurde im Bereich der Deutschen Bundesbahn für den analogen Sprechfunk verwendet. Bei der Deutschen Reichsbahn wurde der Begriff Zugfunk bis 1970 für einen Ansager- und Musikdienst innerhalb der Schnellzüge verwendet. Nach der Vereinigung beider deutscher Bahnen wurde der Begriff Zugfunk einheitlich verwendet.

## Geschichte

### Vorgeschichte
Während zu den Anfangszeiten der Eisenbahn allenfalls die festen Einrichtungen (Stellwerke, Bahnhöfe und Schrankenwärter) untereinander über Telegrafie und später Telefon verbunden waren, wurde es durch die immer schneller fahrenden Züge im Laufe der Jahre erforderlich, auch eine Kommunikation mit den fahrenden Zügen herstellen zu können. 1906 fanden dazu auf der Königlich Preußischen Militär-Eisenbahn zwischen Berlin und Zossen erstmals Versuche zur Funkübertragung in fahrenden Schienenfahrzeugen statt. Weitere Versuche fanden 1919 zwischen Berlin-Rummelsburg und Oberschöneweide statt. Zwischen Berlin und Hamburg wurde 1926 ein Zugfunksystem für den öffentlichen Fernsprechverkehr eingerichtet.
Ende der 1920er Jahre wurden versuchsweise auf verschiedenen Rangierbahnhöfen Rangierfunkanlagen errichtet.

### Deutsche Bundesbahn
Mit Gründung der Deutschen Bundesbahn wurde im Bundesbahn-Zentralamt München das Dezernat 65 mit allen Fragen des Bahnfunks betraut. Dazu wurden ab 1951 Versuche auf der Bahnstrecke Regensburg–Nürnberg durchgeführt.
Am 17. Mai 1953 wurde bei der Eröffnung der Alsternordbahn im Norden Hamburgs der „Zugfunk“ eingeführt. Mit den auf den Triebwagen installierten UKW-Sprechfunk-Geräten holten sich die Triebfahrzeugführer die Fahrterlaubnis zur Weiterfahrt in den nächsten Streckenabschnitt. Der bei der AKN durchgeführte Zugleitbetrieb per Funk war eine Eigenerfindung der AKN. Sie war die erste Bahn in Europa, die so etwas einführte. Bahnen aus anderen Ländern u. a. Schweiz und Österreich waren bei der AKN, um sich von dem System zu überzeugen. Auch andere NE-Bahnen waren bei der AKN, um zu sehen, ob das personal- und geldsparende System für sie geeignet war. Es wurde überall flächendeckend eingeführt. Bei der AKN war die Anwendung des Zugleitbetriebs in der SbV (Sammlung betrieblicher Vorschriften), später ZFS (Zusatzbestimmungen der FV + SB / Fahrvorschriften u.  Signalbuch) und zuletzt in den ÖrReLi (Örtliche Richtlinien zur Fahrvorschrift) festgelegt. Bei der GIB (Güterindustriebahn der AKN) wurde der Zugleitbetrieb per Zugbahnfunk am 1. März 1956 testweise eingeführt, die AKN folgte am 1. Juli 1956 sowie die EBOE am 1. Juni 1958.
Mit dem Aufkommen der Transistortechnik konnten gegenüber der bisher verwendeten Röhrentechnik kompaktere und robustere Funkgeräte gebaut werden. Die Deutsche Bundesbahn begann daher in den 1970er Jahren damit, Bahnstrecken mit Zugfunk einzurichten. Zunächst wurden Strecken mit Schiebedienst wie die Spessartrampe mit Zugfunk ausgestattet, um diesen zu vereinfachen. Bereits 1969 wurden Versuche der Firma AEG-Telefunken auf der funktechnisch anspruchsvollen Strecke Stuttgart–Ulm (Geislinger Steige) durchgeführt. Die Verbindungen Lübeck–Puttgarden und Köln–Aachen waren dann im Jahr 1971 die ersten beiden Versuchsstrecken, die mit diesem System ausgerüstet wurden. Die später errichteten Funkzentralen bedienten jeweils einen größeren Streckenabschnitt von ca. 100 km.
Der bei den Versuchen verwendete Zugfunk arbeitete zunächst im Frequenzbereich von 160 MHz. Später wurde dieser auf 450/460 MHz geändert.
1980 waren 8.000 Triebfahrzeuge und 13.000 Streckenkilometer ausgerüstet. Das von AEG-Telefunken und der Bundesbahn gemeinsam entwickelte System galt dabei als das größte zusammenhängende Betriebsfunknetz in Europa. Das System kam auch in Österreich, Jugoslawien und England zum Einsatz.
Ende 1980 waren rund 13.500 Streckenkilometer mit Zugbahnfunk in Betrieb, weitere 1.500 in Bau bzw. Planung sowie insgesamt 20.800 Streckenkilometer vermessen. Die in der Regel 20 m, in Spitzen 30 m über Schienenoberkante, stehenden Antennenanlagen hatten je nach Gelände eine Reichweite von einigen hundert Metern bis hin zu 20 km. Der durchschnittliche Abstand der Zugfunkstationen betrug ca. 7 km. Von 9277 auszurüstenden Triebfahrzeugen waren 8444 ausgerüstet (Vollausrüstung), weitere 697 für den Einbau vorbereitet (Grundausrüstung).

### Deutsche Reichsbahn
Bei der Deutschen Reichsbahn fand eine ähnliche Entwicklung wie bei der Deutschen Bundesbahn statt. Aufgrund verschiedener Umstände, wie die Zugehörigkeit zur OSShD, wurde jedoch ein anderes Zugfunksystem entwickelt.

### Deutsche Bahn
Mit der Zusammenlegung der Deutschen Bundesbahn und der Deutschen Reichsbahn musste die Deutsche Bahn vermehrt für beide analoge Zugfunksysteme kompatible Fahrzeuggeräte, wie die Bauformen ZFM 90, MESA 2002 und ZFM 21, einsetzen.
Im Jahre 1998 wurde nach erfolgreichen Erprobungen der digitalen Funktechnik GSM-R in Deutschland beschlossen, alle analogen Funknetze des Bahnbetriebes durch diese neue Funktechnik zu ersetzen. Das wurde bis zum Jahr 2010 nahezu vollständig erreicht. Die meisten alten Anlagen sind mittlerweile stillgelegt und abgebaut; allerdings wird die Technik im Bereich größerer Bahnhöfe noch für Direktverbindungen im Rangierbetrieb, Zugbereitstellung und Zugfertigmeldung eingesetzt.
Im Jahr 2005 gab es etwa 3500 ortsfeste Funkanlagen und etwa 20000 Funkanlagen in den Zügen.

## Aufgabe
Der Zugfunk dient zur betrieblichen Kommunikation, u. a. für folgende Aufgabe:
- Abgabe von Notdurchsagen
- Anforderungen von Hilfeleistungen, o. ä.
- Als Rangierfunk beim Rangieren
- Zur Kommunikation zwischen den Triebfahrzeugführern im Schiebedienst oder bei Fahrten mit Vorspann
- Übermittlung von Befehlen
- Übermittlung von Zuglaufmeldungen im Zugleitbetrieb und unter bestimmten Umständen Zugmeldungen
- Vormeldungen verkehrlicher und betrieblicher Besonderheiten
- Dispositive Aufgaben, wie Fahrzeitregulierung
- Steuerung der Lastverteilung bei elektrischer Traktion

## Analoger Zugfunk

### Technik
Als Frequenzbereich für den Zugfunk wurden europaweit 460 MHz mit einem Kanalabstand von 25 kHz festgelegt. Dieser Bereich liegt im 70-Zentimeter-Band. Das besondere am Zugfunk sind die unbekannten, ständig wechselnden Standorte der Fahrzeuge. Es wird ein Dauersendebetrieb durchgeführt (Dauerträger). Ein spezielles Frequenzschema mit automatischen Frequenzwechseln sorgt dafür, dass eine konstante Übertragung möglich ist. Dabei werden im Downlink (von der Infrastruktur zum Zug) abwechselnd drei Frequenzen (als Kanalgruppe bezeichnet, Abstand jeweils 50 kHz) belegt, von denen das Zugfunkgerät immer automatisch die am besten empfangbare auswählt. Der Uplink (vom Zug zur Infrastruktur) erfolgt dabei immer auf der mittleren Downlink-Frequenz zugeordneten Uplink-Frequenz.
Sich regelmäßig wiederholende Nachrichten, beispielsweise „langsamer fahren“ oder „sofort anhalten“ wurden per Tastendruck durch kodierte Datentelegramme übertragen, entsprechende Anzeigen leuchteten daraufhin im Führerraum auf. Bei betrieblichen Unregelmäßigkeiten waren Sprachverbindungen möglich, die per Tastendruck vorher bei der Zentrale angemeldet werden mussten. Bei Notfällen war eine unmittelbare Durchschaltung möglich. Eine Vorrüstung für das automatische Anhalten von Zügen im Bereich einer Zugbahnfunk-Zentrale ist vorgerüstet.
In Regionen mit hohem Frequenzbedarf (also z. B. Großstädte, in denen sich viele Eisenbahnstrecken treffen) ist es auch üblich, die Streckenbereiche mit Gleichwellenfunk zu versorgen, wodurch anstelle von drei Frequenzpaaren nur noch eins notwendig ist. Dabei wird das mittlere der drei Frequenzpaare einer Kanalgruppe verwendet. Verlässt die Strecke dann den Ballungsraum, so wird zum üblichen Betrieb mit drei abwechselnden Downlink-Frequenzen gewechselt.
Die Kanalbelegung wird zwischen den Eisenbahnverwaltungen europaweit mittels standardisierten Pilottönen geregelt. So zeigt ein Dauerton in Downlink-Richtung an, dass der Kanal frei ist. Ein Sammelrufton spricht die Lautsprecher in allen Triebfahrzeugen im Funkversorgungsbereich dieses Kanals an, sodass ein offener Sprachanruf an einen bestimmten Zug möglich ist. Durch einen Notrufton werden bestehende Gespräche unterbrochen und der Lautsprecher in allen Triebfahrzeugen angeschaltet.

### Deutschland

#### Selektivruf
Der unspezifische offene Sprachanruf nach internationalem Standard stellte bei starkem Funkverkehr für die beteiligten Personen eine große Belastung dar und widersprach damit dem Anliegen der Erhöhung der Transportsicherheit. Aus diesem Grund wurden bei der Deutschen Reichsbahn und der Deutschen Bundesbahn Selektivrufverfahren entwickelt, um bestimmte Triebfahrzeuge gezielt ansprechen zu können. Die technischen Systeme wurden jedoch unterschiedlich realisiert. Im Gebiet der Bundesbahn erfolgte das Rufen der Teilnehmer mittels digitaler AFSK-Telegramme mit 600 bit/s, im Gebiet der Reichsbahn dagegen mit einem Tonfolge-Rufverfahren. Zugfunkanlagen neuerer Bauart mussten beide Betriebsarten beherrschen. Zusätzlich zum Selektivruf konnten in beiden Richtungen vorgefertigte Kurzmitteilungen (wie „schneller Fahren“, „Zug beobachten“, „Beim nächsten Halt melden“) übertragen werden.

#### Technische Daten
- 2 mal 35 Funkkanäle mit 25 kHz Kanalabstand, Kanäle durchnummeriert von 11 bis 45
- Frequenzbereich:

Unterband (Fahrzeugsendefrequenz) 457,450 bis 458,300 MHz
Oberband (Fahrzeugempfangsfrequenz) 467,450 bis 468,300 MHz
Duplexabstand 10 MHz
- Modulationsart: Schmalband-FM
- Die Kanäle 14 bis 16 waren für die Binnenschifffahrt der Bundesbahn vorgesehen

#### Vereinfachter Zugfunk
Mit Inkrafttreten der Dritten Verordnung zur Änderung der Eisenbahn-Bau- und Betriebsordnung vom 8. Mai 1991 sind Strecken ohne Streckenblock, auf denen Reisezüge oder Züge mit mehr als 60 km/h verkehren, mit einer Zugfunkeinrichtung auszustatten. Da die Ausrüstung von Nebenstrecken mit GSM-R nicht immer wirtschaftlich war, entschied sich 1995 die Deutsche Bahn für die Entwicklung eines neuen analogen Funksystems, dem Zugfunk auf Strecken mit einfachen betrieblichen Verhältnissen oder kurz Nebenbahnfunk. Gemäß der Herstellerbezeichnung wird dieses Funksystem auch VZF 95 genannt.
Das Konzept sieht zwei Ausrüstungsstufen vor:
1. Inselbetrieb mit einem Bediengerät beim Fahrdienstleiter und einer abgesetzten Funkstelle. Die Funkreichweite sollte mindestens den Bereich zwischen den Einfahrvorsignalen bzw. Vorsignaltafeln der besetzten Betriebsstellen abdecken. Der Fahrdienstleiter hat somit nur Zugriff auf die in seiner Funkstelle befindlichen Funkteilnehmer.
2. Ausrüstung der gesamten Strecke mit einer Zugfunkeinrichtung. Hierzu werden die Fahrdienstleiter-Bediengeräte über eine Zweidraht-Modulationsleitung miteinander verbunden. Etwaige Funklöcher zwischen den Funkstellen der Betriebsstellen werden mit zusätzlichen Sendern geschlossen.

Alle Gespräche werden mit einem Tonaufzeichnungsgerät gespeichert. Als mobile Anlagen werden die vorhandenen Analog-Zugfunk fähigen Fahrzeugeinrichtungen oder VZF 95-taugliche Handfunkgeräte in der Betriebsart C (Simplex-Wechselsprechen) genutzt.